# Ястржембский, Антон Станиславович
Антон Станиславович Ястржембский (1884, Москва — 1960, Москва) — русский живописец и график. Писал пейзажи и натюрморты..

## Биография

Группа художников общества «Маковец», Москва 13 мая 1922 года.
1 ряд: Е. О. Машкевич, И. Ф. Завьялов, В. Е. Пестель, Т. Г. Романович, А. С. Ястржембский ; 2 ряд: В. Н. Чекрыгин, Л. Ф. Жегин, Н. Х. Максимов, К. К. Кодлубинский, Н. М. Григорьев, К. К. Зефиров, С. В. Герасимов, А. В. Шевченко, Н. М. Чернышёв, М. С. Родионов, С. М. Романович, Амфиан Решетов (Н. Н. Барютин), неизвестный. Фотография Роберта Иохансона.

В 1905—1913 учился Московском училище живописи, ваяния и зодчества у Аполлинария Васнецова. В 1910 преподавал в Московском педагогическом институте, в 1919 — в студии живописи и рисования в Сокольниках. В 1922—1925 годах был членом объединения «Маковец», в 1929 — член Общества московских художников (ОМХ). Участвовал в художественных выставках начиная с 1904 года. В 1906 году участвовал в «Выставке картин молодых художников», организованной «Обществом имени Леонардо да Винчи». С 1910 участник выставок: «Союз молодежи», «Весенний салон», «Мир искусства». В 1912 на выставке «Ослиный хвост» выставил «Этюд», а в 1913 на выставке «Мишень» — работу «Весна». В советское время участвовал в «5-й государственной выставке картин» в Москве в 1918—1919 годах, в 1-й и 3-й выставках объединения «Маковец» в Москве в 1922 и в 1925 годах соответственно; 2-й выставке «Общества московских художников» в 1929 году.
Работал в Нижнем Новгороде — 1922—1937 (по другим сведениям начал работать в Нижнем Новгороде в Государственных свободных художественных мастерских (ГСХМ) ещё в 1921 году). Член Союза художников России с 1933 года. Участник художественных выставок: «5-я государственная выставка картин» (Москва, 1918—1919) художников 4-х областей РСФСР (Москва, 1936). В 1922—1934 — заведующий художественным отделом Историко-революционного музея. В 1934—1937 — директор Нижегородского художественного музея. В 1922—1924 являлся директором Нижегородского художественного техникума.
В 1938—1941 и 1943—1958 преподавал в Московском текстильном институте.
Умер в Москве.